# Parzival (Tankred Dorst)

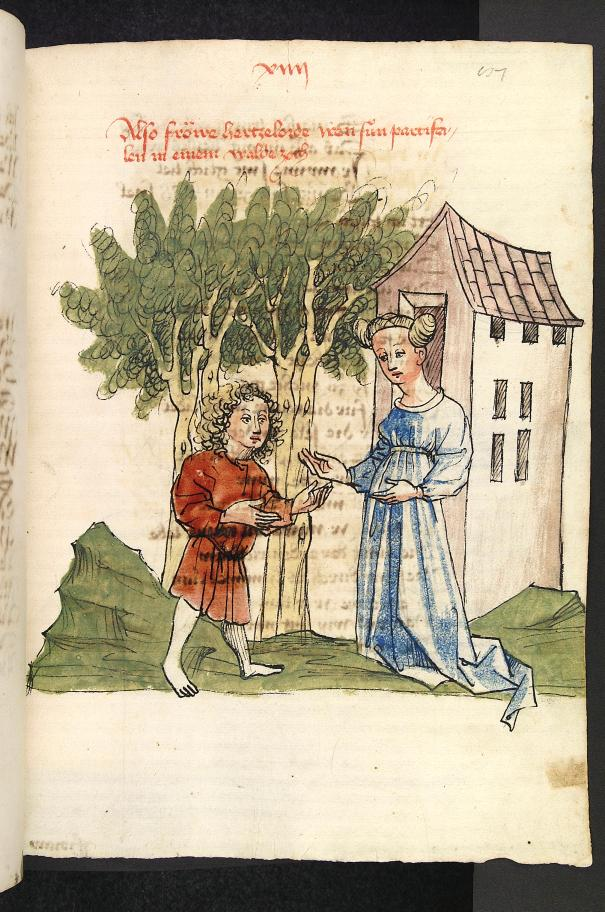
Parzival mit Herzeloyde im Walde (um anno 1440 aus einer spätmittelalterlichen Bilderhandschrift)

Parzival ist ein Theaterstück von Tankred Dorst nach Motiven aus dem Artusstoff.
Bei Tankred Dorsts Stück handelt es sich nicht um einen geschlossenen Text. Vielmehr setzt es sich aus verschiedenen Arbeiten des Autors zusammen, der sich über Jahre immer wieder mit der Figur des Parzivals befasst hat. Eine erste Aufführung erlebte Parzival als Theaterprojekt durch den Regisseur Robert Wilson, der es am 11. November 1987 im Thalia Theater Hamburg auf die Bühne brachte. Eine Neufassung des Stücks wurde am 13. Januar 1990 auf den Städtische Bühnen Frankfurt unter der Regie von Alexander Brill gezeigt.

## Inhalt
Parzivals Mutter, die verwitwete Königin Herzeloyde, hat sich mit ihrem Jungen in die Einsamkeit des Waldes zurückgezogen. Als der Junge nach dem Grund fragt, erhält er die Antwort: „Wenn du unter Menschen kommst, bringen sie dich um.“ Exemplarisch nennt die Mutter den Tod von Parzivals Vater Gachmuret vor Bagdad.
Als am Waldrand zwei Reiter warten, hält Parzival diese für Engel. Bei den beiden handelt es sich um die Ritter Sir Bedivere und Sir Pinel le Savage, Gesandte des Königs Artus. Parzival will gegen den Willen der Mutter ebenfalls Ritter werden. Bevor Herzeloyde ihrem Sohn noch einiges mit auf die Reise geben kann, stirbt sie.
Parzival, unterwegs zu König Artus, rastet bei Jeschute, zieht sie ganz aus und beißt ihr einen Finger ab.
Bei Hofe nimmt der Tod ein paar Kandidaten in Augenschein. Nach seiner Ankunft will Parzival zu König Artus vorgelassen werden, die Ritter treiben aber ihre Scherze mit dem Neuankömmling. Parzival trifft Ither, verwundet ihn tödlich und legt dessen rote Rüstung an.
Am Hofe des Königs Artus gibt sich Sir Gawain zu erkennen, entschuldigt sich für den Spaß und bietet seine Hilfe an, Parzival zum Ritter zu machen, doch dieser lehnt das Angebot ab und reitet weiter. Sir Gawain will ihn begleiten, aber Parzival lehnt ab. Auf der Suche nach Gott zieht er durch viele Länder, verwickelt sich in Abenteuer, die oft tödlich für sein Gegenüber ausgehen und begegnet darüber hinaus schönen Frauen. Schließlich trifft Parzival auf den Zauberer Merlin, den er mit dem Schwert erschlagen will, das sich in seiner Hand in einen hölzernen Prügel verwandelt.
Er findet den Heiligen Gral, einen Kelch, der mit dem Blut des verwundeten Christus gefüllt ist.
Parzival und Blanchefleur werden ein Paar. Jenes Licht spielt wieder die Hauptrolle. Nackt liegen die Liebenden darin. Sir Gawain ist außer sich vor Freude. Gawain hält Parzival für glücklich, da er das Wunder des Grals erlebt hat. Schließlich verwirren sich Parzivals Sinne. Er glaubt irrtümlich, in einem Mann den Heiligen gefunden zu haben, der ihn von seinem Jähzorn befreien kann. Nach weiteren Abenteuern strebt Parzival hinauf in die Gletscherregion des Grals. Blanchefleur wärmt den Geliebten und bewahrt ihn vor dem Erfrieren.

## Inszenierungen
- 1987: Parzival. Uraufführung: Thalia Theater Hamburg, am 11. November 1987, Regie Robert Wilson.[1]
- 1990: Parzival. Schülerclub im Kammerspiel Städtische Bühnen Frankfurt. Neufassung. Regie: Alexander Brill.
- 2014: Parzival. Akademietheater; Burgtheater, Wien; Regie David Bösch[3]
- 2019: Parzival (to go), Düsseldorfer Schauspielhaus, Regie Robert Lehniger; Erstaufführung am 7. Dezember 2019 in der Melanchthonkirche in Grafenberg, anschließen im Schauspielhaus Düsseldorf und auf weiteren Spielstätten der Stadt[4]